# Wincentynów
Wincentynów [pronunciación en polaco: /vint͡sɛnˈtɨnuf/] es un pueblo ubicado en el distrito administrativo de Gmina Sławno, dentro del Distrito de Opoczno, Voivodato de Łódź, en Polonia central. Se encuentra aproximadamente a 9 kilómetros al norte de Sławno, a 12 kilómetros al noroeste de Opoczno, y a 61 kilómetros al sureste de la capital regional Łódź.